# Drept public
Dreptul public (în latină ius publicum) este acea parte a dreptului care reglementează relațiile dintre indivizi și instituțiile statului, precum și acele relații interindividuale care sunt de interes public.  Dreptul public este dominat, pe de o parte, de căutarea interesului general, care constituie finalitatea exclusivă a statului și a colectivităților publice, iar, pe de alta,  dreptul public este un drept inegalitar, deoarece interesul general trebuie să primeze față de interesele particulare. În relațiile cu publicul, părțile acționează ca inegal din punct de vedere juridic. Una dintre astfel de părți este întotdeauna statul sau corpul său (oficial) înzestrat cu autoritate; în domeniul dreptului public, relațiile sunt guvernate exclusiv de un singur centru, care este puterea de stat. Comportamentul părților în relațiile de drept privat este determinat de către părți. Cu toate acestea, în conformitate cu principiul statului de drept, statul trebuie să respecte propriile sale legi și să împiedice arbitrarea în luarea deciziilor. 

## Dreptul public în domeniul dreptului civil și al jurisdicțiilor de drept comun
Supremația dreptului, este ideea că administrația statului ar trebui să fie controlată de un set de legi originare din antichitatea greacă și revitalizată de filosofii moderni în Franța (Rousseau), Germania (Kant) și Austria în secolul al XVIII-lea. Este legată de poziția puternică a guvernului central în epoca absolutismului luminat și a fost inspirată de Revoluția și iluminarea franceză. Ea s-a dezvoltat mână în mână cu crearea de coduri civile și coduri penale.

## Domenii de drept public
Supremația dreptului cuprinde dreptul constituțional, dreptul administrativ, dreptul fiscal și dreptul penal.

### Dreptul constituțional
În statele moderne, legea constituțională pune bazele statului. Mai presus de toate, ea postulează supremația legii în funcționarea statului - statul de drept.

### Dreptul administrativ
Dreptul administrativ se referă la un corp de lege care reglementează procedurile manageriale birocratice și definește puterile agențiilor administrative.

### Dreptul fiscal
Dreptul fiscal, ca ramură a dreptului public, este format din totalitatea actelor normative ce reglementează raporturile juridice fiscale care apar, se modifică și se sting în procesul colectării impozitelor și taxelor de la persoanele fizice sau juridice, care obțin venituri sau dețin bunuri impozabile ori taxabile.

### Dreptul penal
Legea penală implică faptul că statul impune sancțiuni pentru infracțiunile definite de persoane sau întreprinderi, astfel încât societatea să își poată atinge marca de justiție și o ordine socială pașnică.